# گیب یورک
گیب یورک (انگلیسی: Gabe York؛ زادهٔ ۲ اوت ۱۹۹۳) بازیکن بسکتبال اهل ایالات متحده آمریکا است.